# Nikolai Afanassjewitsch Kubjak

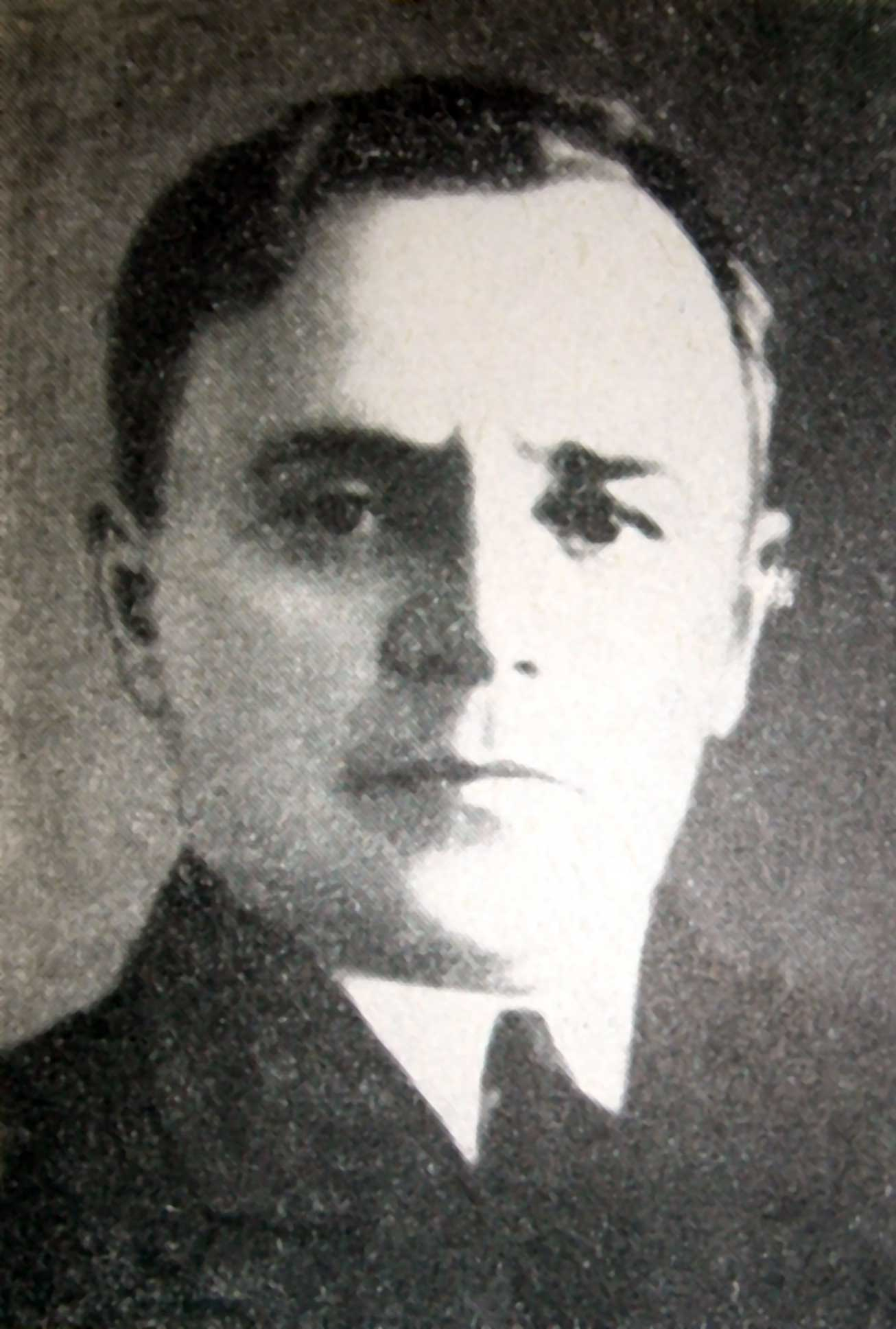
Nikolai Afanassjewitsch Kubjak

Nikolai Afanassjewitsch Kubjak (russisch Николай Афанасьевич Кубяк; * 29. Julijul. / 10. August 1881greg. in Meschtschowsk, Gouvernement Kaluga, Russisches Kaiserreich; † 27. November 1937 in Moskau) war ein sowjetischer Politiker der Kommunistischen Allunions-Partei (Bolschewiki) (WKP (B)), der unter anderem zwischen 1927 und 1928 Mitglied des Sekretariats des Zentralkomitees (ZK) der WKP (B) sowie von 1928 bis 1929 Volkskommissar für Landwirtschaft war.

## Leben

### Parteifunktionär, Oktoberrevolution und ZK-Mitglied
Nikolai Afanassjewitsch Kubjak, der aus einer Bauernfamilie stammte, trat 1898 der neu gegründeten Sozialdemokratischen Arbeiterpartei Russlands (SDAPR) als Mitglied bei. Er begann seine revolutionäre Tätigkeit als Arbeiter des Lokomotivwerks in Brjansk und war ab 1902 Mitglied des dortigen Komitees der SDAPR. Er nahm an der Russische Revolution 1905 teil und nahm als Delegierter am V. Parteitag der SDAPR (13. April bis 19. Mai 1907) in London teil. Er wurde 1907 verhaftet und lebte nach seiner Haftentlassung und Ausweisung bis 1915 im Exil. Er war Delegierter auf dem VI. Parteitag der SDAPR (B) (26. Juli bis 3. August 1917) der nunmehrigen Sozialdemokratische Arbeiterpartei Russlands (Bolschewiki) (SDAPR (B)), die 1912 aus der SDAPR hervorgegangen war. 1917 nahm er aktiv an der Oktoberrevolution teil und war Kommandant der Revolutionäre in Beloostrow und Deputierter des Petrograder Sowjets. Daneben war er Vorsitzender des Parteikomitees der SDAPR (B) in Sestrorezk sowie der dortigen Selbstverwaltung (Semstwo). Zugleich wurde er im Oktober 1917 Mitglied des Parteikomitees der SDAPR (B) in Petrograd sowie Volkskommissar für Landwirtschaft der Oblast Nord. Danach wurde er im März 1918 Mitglied des Parteikomitees der Kommunistischen Partei Russlands (Bolschewiki) (KPR (B)), die 1918 aus der SDAPR (B) hervorging, in der Oblast Petrograd und daraufhin zwischen Mai 1918 und Februar 1920 stellvertretender Vorsitzender des Exekutivkomitees des Sowjets der Oblast Petrograd. Zugleich fungierte er zwischen dem 6. Oktober 1918 und Februar 1920 als Vorsitzender des Parteikomitees der (KPR (B)) in der Oblast Petrograd. Im Laufe des Russischen Bürgerkrieges wurde er zudem 1919 des Revolutionären Kriegsrates der Petrograder Front.
Im März 1920 wurde Kubjak Vorsitzender des Zentralkomitees der Gewerkschaft Union der Land- und Forstarbeiter und 30. Juli 1920 Mitglied der Allrussischen Außerordentlichen Kommission der KPR (B) zur Beseitigung des Analphabetismus im Volkskommissariat für Bildung. 1920 schloss er sich innerhalb der Partei kurzzeitig  der Arbeiteropposition an. Darauf wechselte er im März 1921 ins Zentralkomitee (ZK) und war dort bis 1922 als Instrukteur sowie Mitarbeiter des Allrussischen Zentralexekutivkomitees für die Fernöstlichen Republik. Einige Monate vor der Auflösung der Fernöstlichen Republik wurde er am 18. September 1922 Sekretär des Fernostbüros des Zentralkomitees der KPR (B) und behielt diese Funktion bis zum 20. November 1925. Zugleich wurde er im Dezember 1922 Mitglied des Fernöstlichen Revolutionskomitees. Auf dem XII. Parteitag der RKP (B) (17. bis 21. April 1923) wurde er erstmals zum Mitglied des ZK gewählt und gehörte diesem nach seinen Bestätigungen auf den darauf folgenden Parteitagen bis zum 26. Januar 1934 an.

### ZK-Sekretär, Volkskommissar für Landwirtschaft und Hinrichtung
Nach der Umbenennung der RKP (B) in Kommunistische Allunions-Partei (Bolschewiki) (WKP(B)) wurde Nikolai Kubjak im November 1925 Erster Sekretär des Fernöstlichen Regionalkomitees und bekleidete diese Funktion bis Februar 1927. Am 17. Februar 1927 wurde er durch einen Beschluss des Politbüros des ZK der Allunionskommunistischen Partei (Bolschewiki) Mitglied des Sekretariats des Zentralkomitees (ZK) der WKP (B) und behielt diese Funktion bis zum 11. April 1928. Zugleich wurde er durch diesen Beschluss des Politbüros am 17. Februar 1927 auch Mitglied des Oragnisationsbüros (Orgbüro) des ZK und gehörte diesem Führungsgremium der Partei bis zum 26. Juni 1930 an.
Als Nachfolger von Alexander Petrowitsch Smirnow übernahm Kubjak am 16. Februar 1928 den Posten als Volkskommissar für Landwirtschaft der Russischen Sozialistischen Föderative Sowjetrepublik und hatte dieses Amt bis zum 24. Dezember 1929 inne, woraufhin Jakow Arkadjewitsch Jakowlew seine Nachfolge antrat. Nach seinem Ausscheiden aus der Regierung fungierte er vom 24. Dezember 1929 bis zum 12. Februar 1931 Mitglied des Präsidiums des Obersten Rates für Volkswirtschaft sowie zugleich Vorsitzender des Energiezentrums dieses Obersten Rates. Danach fungierte er als Nachfolger von Andrei Wladimirowitsch Grinewitsch zwischen Juni 1931 und seiner Ablösung durch Sergei Petrowitsch Aggejew 1932 als Vorsitzender des Exekutivkomitees des Sowjets der Industrie-Oblast Iwanowo. Daraufhin war er vom 22. Januar 1933 bis Juni 1937 Vorsitzender des Allunionsrates für Wohnungswesen und kommunale Dienste beim Präsidium des Allrussischen Zentralen Exekutivkomitee. Auf dem XVII. Parteitag der WKP (B) (26. Januar bis 10. Februar 1934) wurde er zum Kandidaten des ZK gewählt.
Am 13. Juni 1937 wurde Nikolai Kubjak verhaftet. Auf dem Plenum des Zentralkomitees der KPdSU (Bolschewik) vom 23. bis 29. Juni 1937 wurde er aus den Kandidaten für die Mitgliedschaft im Zentralkomitee und aus der Partei ausgeschlossen. Am 27. November 1937 wurde er vom Militärkollegium des Obersten Gerichtshofes der UdSSR zum Tode verurteilt und am selben Tag erschossen. Er wurde am 14. März 1956 vom Militärkollegium des Obersten Gerichtshofs der UdSSR rehabilitiert und am 22. März 1956 posthum wieder in die Partei aufgenommen.